# Mallefougasse-Augès
Mallefougasse-Augès to miejscowość i gmina we Francji, w regionie Prowansja-Alpy-Lazurowe Wybrzeże, w departamencie Alpy Górnej Prowansji.

## Demografia
Według danych na rok 1990 gminę zamieszkiwało 98 osób, a gęstość zaludnienia wynosiła 5 osób/km². W styczniu 2015 r. Mallefougasse-Augès zamieszkiwało 291 osób, przy gęstości zaludnienia wynoszącej 14,8 osób/km².